# Inside Las Vegas
„Лас Вегас отвътре“ (Inside Las Vegas) е документална книга на Марио Пузо, издадена през 1977 г., която задълбочено изучава хазарта в Лас Вегас иззад кулисите.
Тази книга е измежду 2-те документални книги на Пузо. Другата е „Фамилията“ (макар че тя е силно смесена с художествена измислица). Inside Las Vegas не е издавана на български.